# Harbottle Castle

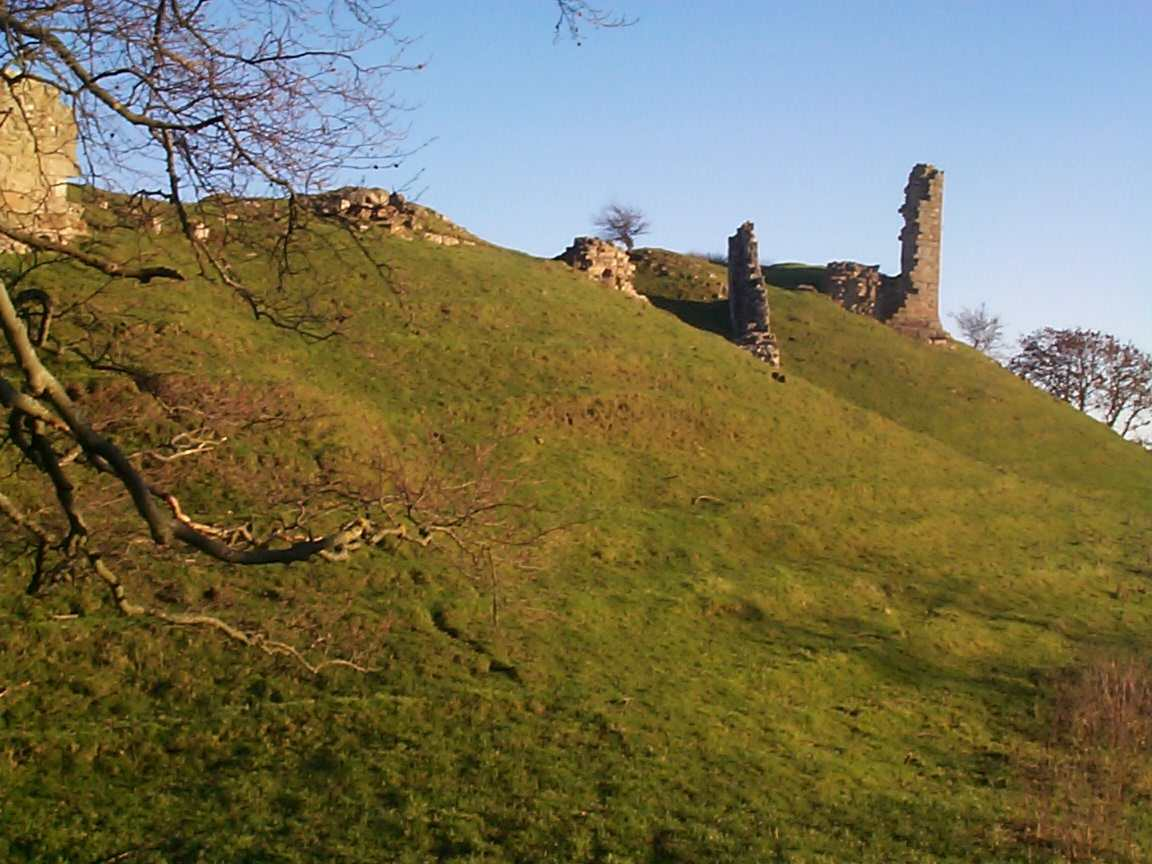
Ruinen von Harbottle Castle

Harbottle Castle ist eine mittelalterliche Burgruine am westlichen Rand des Dorfes Harbottle, etwa 14 km westnordwestlich der Stadt Rothbury in der englischen Grafschaft Northumberland. Die über dem Fluss Coquet liegende Ruine gilt als Scheduled Monument und wurde von English Heritage als historisches Gebäude I. Grades gelistet.
Man glaubt, dass der Erdwall, auf dem heute der Donjon steht, bereits von den alten Inselkelten genutzt wurde und dass sich dort in der Zeit der Angeln eine Festung befunden hat, die von Mildred, dem Sohn des Ackman, gehalten wurde.

## Burg
Die heutige Burg wurde um 1160, zur Regierungszeit von Heinrich II., von der Familie Umfraville errichtet. Die Burg entstand auf Land, das der Familie nach der normannischen Eroberung Englands zu Lehen gegeben wurde, vermutlich, um es gegen die Schotten zu verteidigen.
Nicht lange nach ihrer Errichtung wurde die Burg 1174 von den Schotten eingenommen und dann, starker befestigt, wieder aufgebaut. Im Jahre 1296 wurde sie von Robert de Ros und etwa 40.000 Mann belagert, aber nicht erobert. 1336 wurde sie restauriert, aber bereits 1351 lag sie wieder in Ruinen. Ende des 14. Jahrhunderts wurde sie erneut repariert und um 1436 fiel sie an die Familie Tailleboys. Für lange Zeit war sie die Residenz des Warden of the Middle Marches und diente als Gefängnis.

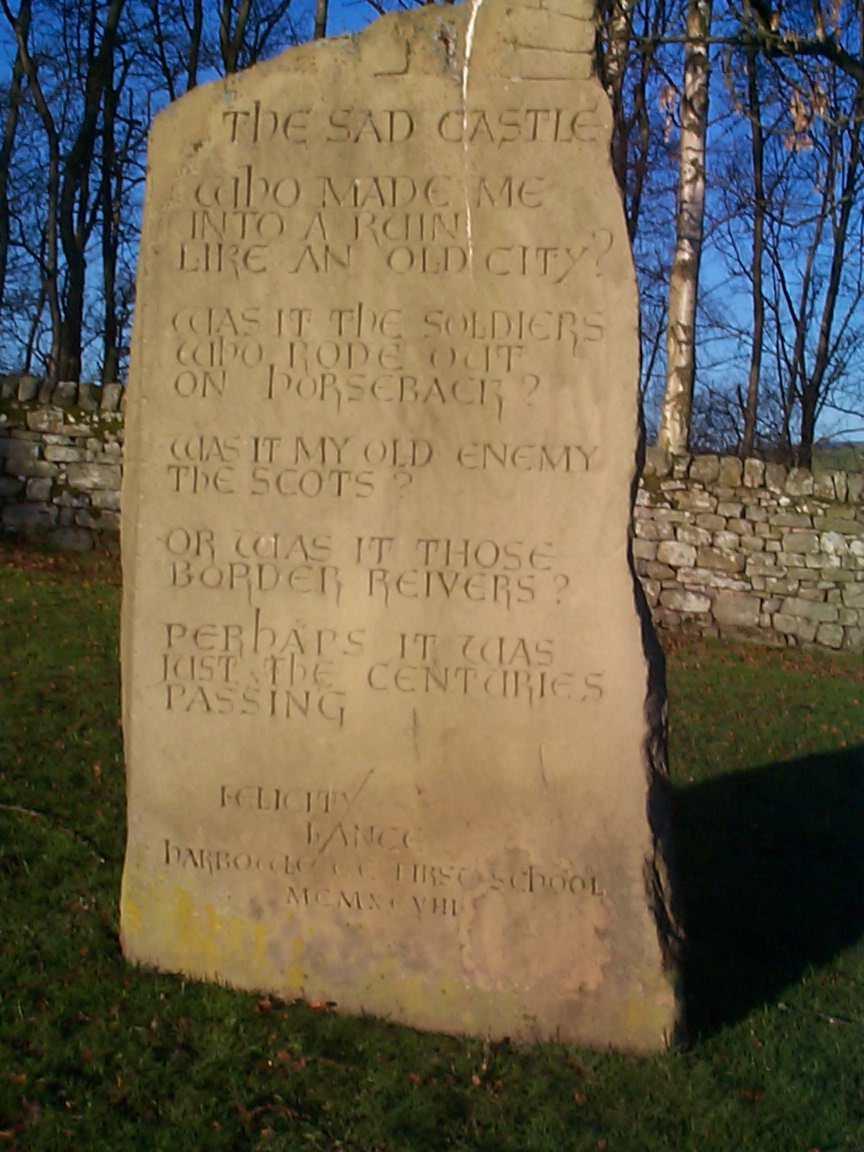
Gedicht eines Kindes, in Stein graviert

1515 kam Margaret Tudor, die verwitwete Königin von Jakob IV. von Schottland und Schwester von Heinrich VIII. von England, mit ihrem zweiten Gatten, dem Earl of Angus, auf die Burg, nachdem sie vom Regenten, dem Duke of Albany, verbannt wurde. Auf der Burg gebar Margaret eine Tochter, die ebenfalls Margaret genannt wurde. Diese Margaret sollte die Mutter von Lord Darnley, dem zweiten Gatten von Maria Stuart und Großmutter von König Jakob VI. von Schottland und Jakob I. von England werden. Weitere Bauarbeiten fanden von 1541 bis 1551 statt und 1563 wurde die Burg erneut repariert.
1605 gab Jakob I. die Burg und Grundherrschaft an George Home, den Lord Treasurer of Scotland, aber danach verfiel sie und ein Großteil ihrer Mauersteine wurde für andere Gebäude verwendet. Ein Bericht von 1715 bezeichnet die Burg erneut als ruinös. Heute sind nur noch verschiedene Erdwerke und ein Teil des Mauerwerks erhalten. Das Anwesen wird vom Northumberland-Nationalpark verwaltet und der Eintritt ist frei.

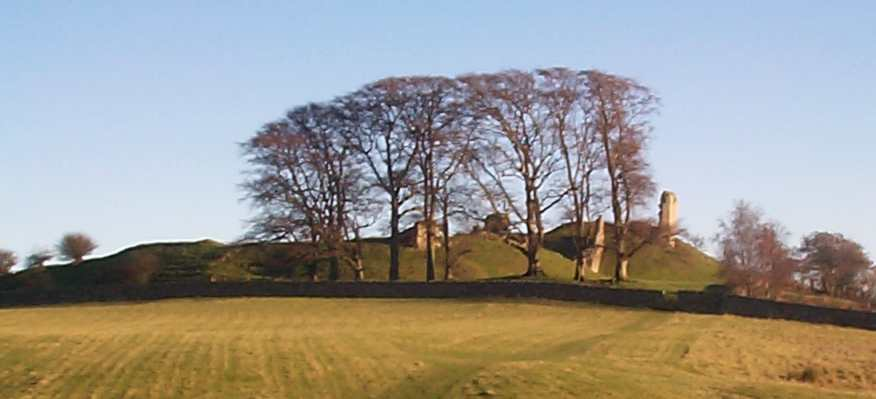
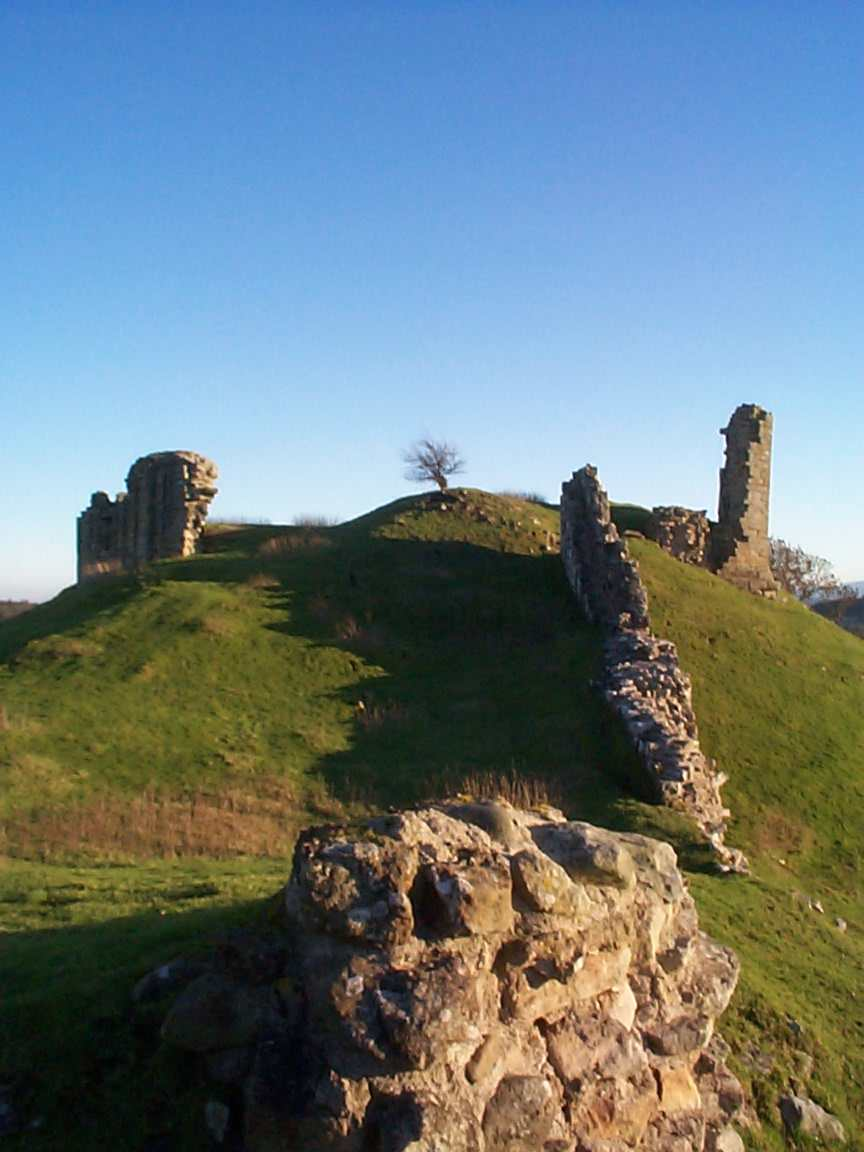
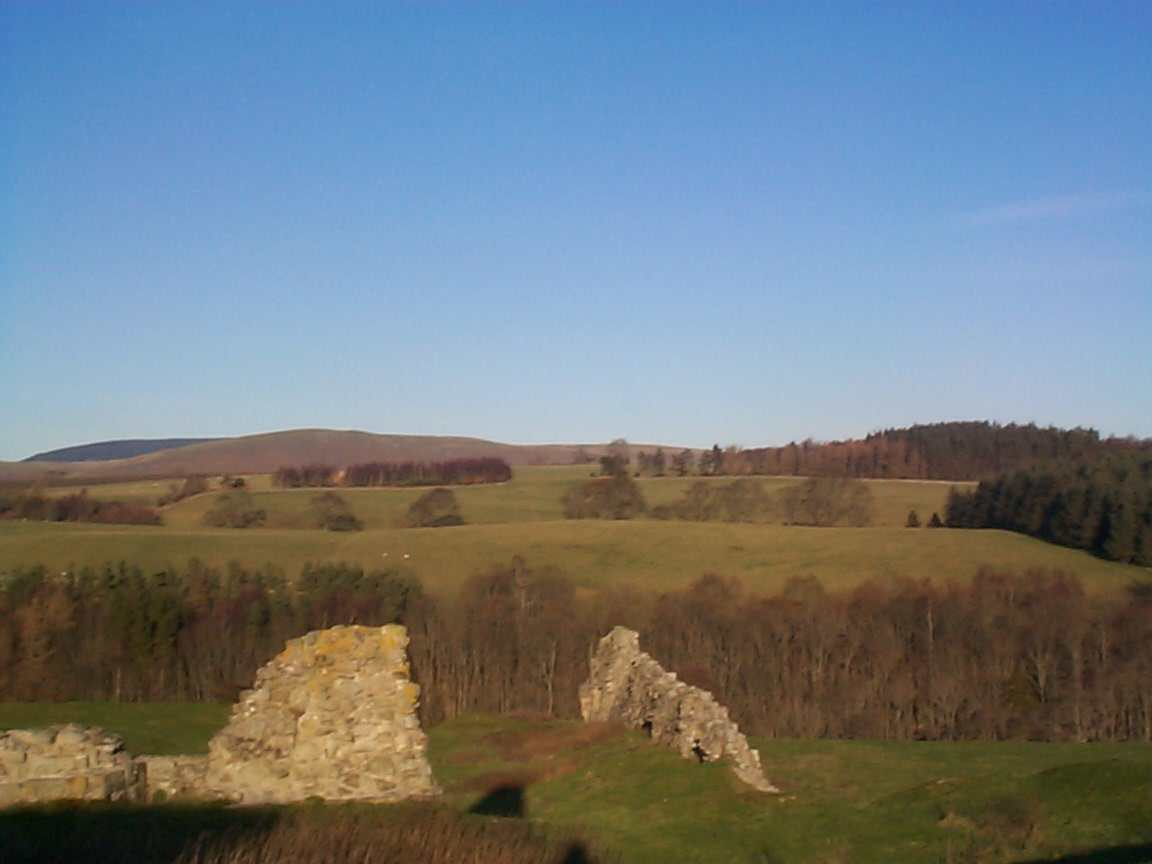
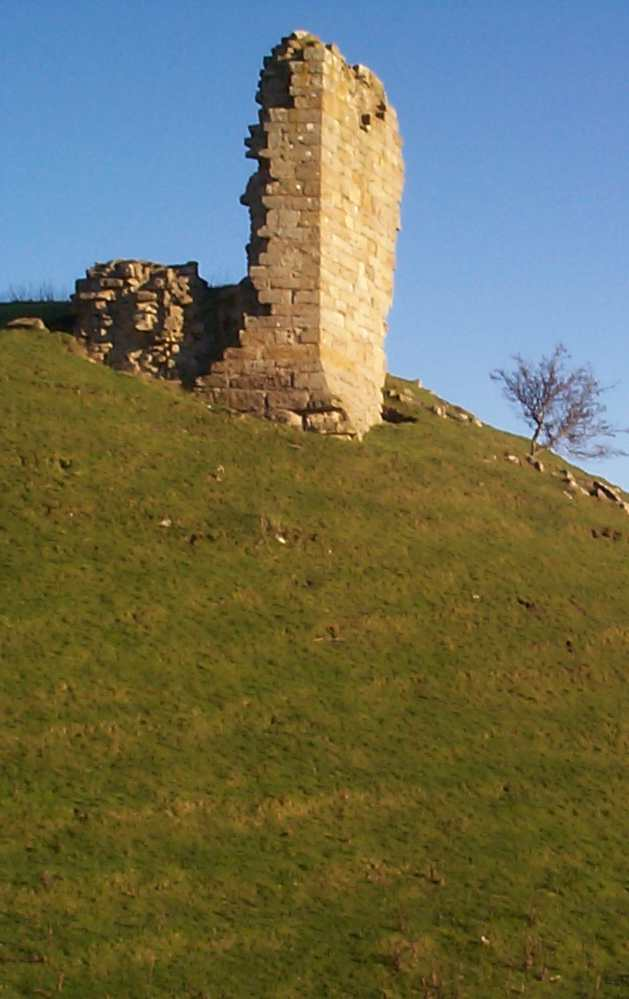

Zur Verwirrung trägt bei, dass nach Aufgabe der Burg als Wohngebäude der Name Harbottle Castle anderweitig verwendet wurde.

## Herrenhaus
Harbottle Castle ist auch ein Herrenhaus aus dem 19. Jahrhundert am östlichen Ende des Dorfes Harbottle.
Mauersteine der verfallenen, mittelalterlichen Burg wurden im 17. Jahrhundert zum Bau eines Herrenhauses verwendet. Die Grundherrschaft erhielt Percival Clennell 1796 und 1829 ließ Fenwick Clennell das Haus durch ein zweistöckiges Haus mit fünf Jochen nach Plänen des Architekten John Dobson ersetzen. English Heritage hat das Herrenhaus als historisches Gebäude II. Grades gelistet. 1890 wurden die Stallungen in ein separates Wohnhaus umgewandelt.